# Patricia Rodríguez

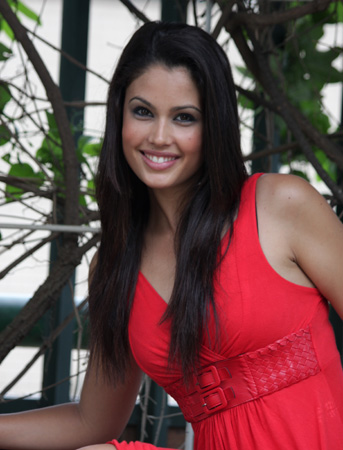
Patricia Rodríguez, 2008.

Patricia Yurena Rodríguez Alonso, född 6 mars 1990 i Granadilla de Abona, Teneriffa, är en spansk fotomodell och skönhetsdrottning. Hon har representerat Spanien i både Miss World och Miss Universum. Hon är den första öppet lesbiska deltagaren i en internationell skönhetstävling. Hon blev Fröken Spanien 2008 och fick tävla för sitt land i Miss World-finalen i Johannesburg, Sydafrika där hon placerade sig bland topp 15. År 2013 vann hon skönhetstävlingen Miss Universe Spain och tävlade i Miss Universum samma år som anordnades i Moskva, Ryssland. Där kom hon på en andraplats i finalen.